# Soso Chedia
Bessarion Chedia (georgiska: ბესარიონ ჭედია), född 9 oktober 1965 i Chitatskari i Georgiska SSR, är en georgisk fotbollstränare och före detta spelare.
Chedia hade spelat ett flertal säsonger med Dinamo Tbilisi när det georgiska fotbollsförbundet valde att dra sig ur den sovjetiska fotbollsfederationen (nuvarande RFS) och bilda en egen liga, Umaghlesi Liga. Under 
1990 var Chedia i laget när klubben deltog och vann första årgången av Georgiens egen liga.
Säsongen därpå flyttade Chedia till GIF Sundsvall i Allsvenskan. Han spelade 13 allsvenska matcher under 1991. Till sommaren anslöt landsmannen och tidigare Dinamo-lagkamraten Kakhaber Tskhadadze till klubben, men de båda lämnade Medelpad efter säsongen.
Efter spelarkarriären började Chedia arbeta som tränare. Han har följt tidigare lagkamraten Temur Ketsbaia som assisterande tränare i bland andra Anorthosis, Olympiakos och AEK Aten.